# Metacirolana agujae
Metacirolana agujae là một loài chân đều trong họ Cirolanidae. Loài này được Mueller miêu tả khoa học năm 1991.